# Electroforesis en gel de campo pulsado

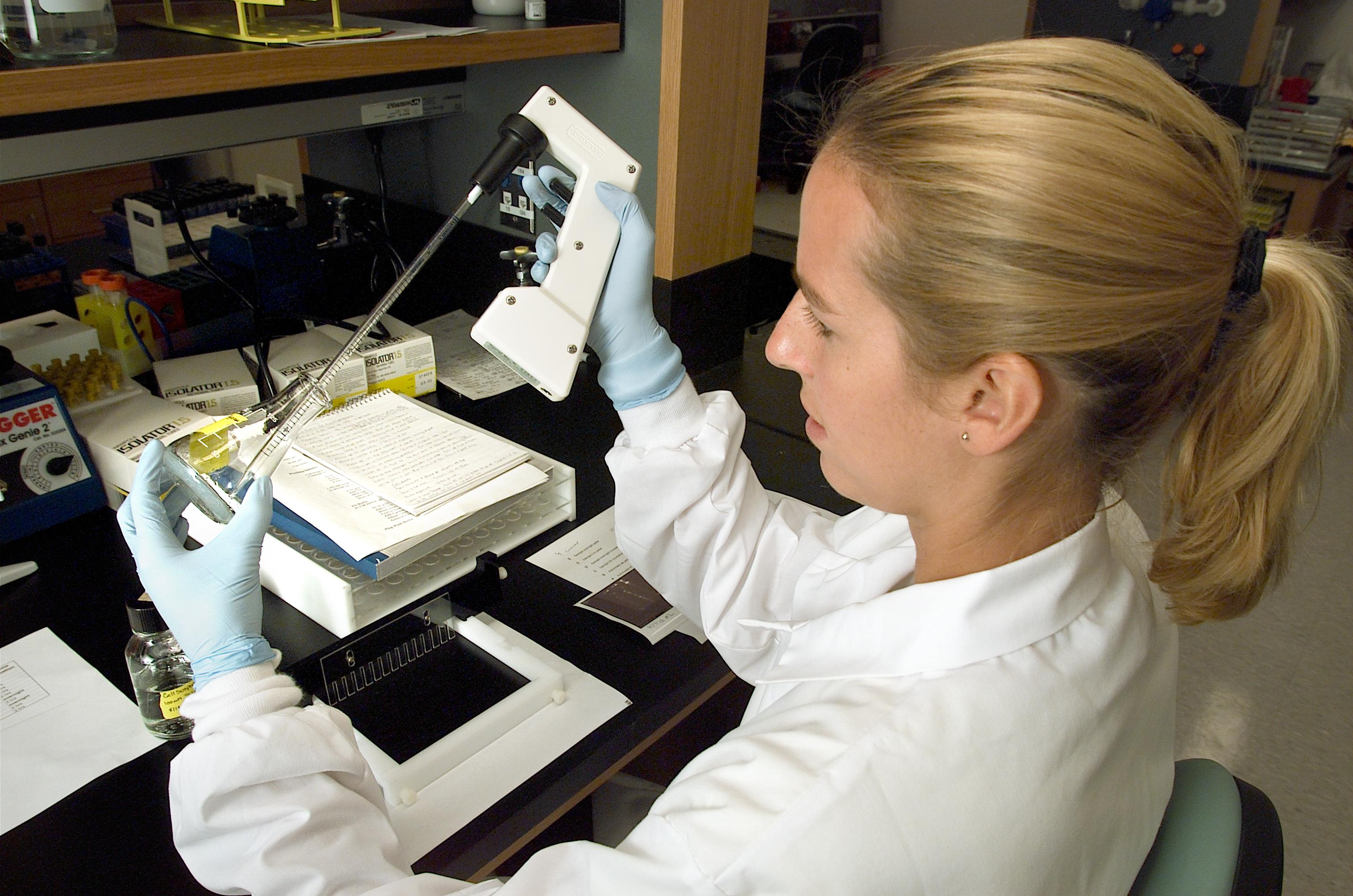
Un microbiólogo realiza una prueba de electroforesis en gel de campo pulsado utilizada en la tipificación bacteriana

La electroforesis en gel de campo pulsado (PFGE) es una técnica utilizada para la separación de grandes moléculas de ADN mediante la aplicación a una matriz de gel de un campo eléctrico que cambia periódicamente de dirección. La electroforesis en gel de campo pulsado es un método utilizado para separar grandes segmentos de ADN utilizando un campo alterno y cruzado. En un campo magnético uniforme, los componentes mayores de 50kb se mueven a través del gel siguiendo un patrón en zigzag, lo que permite una separación más eficaz de las moléculas de ADN. Este método se utiliza habitualmente en microbiología para tipificar bacterias y es una valiosa herramienta para estudios epidemiológicos y cartografía genética en microbios y células de mamíferos. También ha desempeñado un papel importante en el desarrollo de sistemas de clonación de gran tamaño, como los cromosomas artificiales de bacterias y levaduras.
La PFGE puede utilizarse para determinar la similitud genética entre bacterias, ya que las especies cercanas y similares tendrán perfiles similares, mientras que las disímiles tendrán perfiles diferentes. Esta característica es útil para identificar el agente prevalente de una enfermedad. Además, puede utilizarse para controlar y evaluar microorganismos en muestras clínicas, suelo y agua. También se considera un método fiable y estándar en la preparación de vacunas. En los últimos años, la PFGE ha sido ampliamente utilizada como una poderosa herramienta para controlar, prevenir y monitorizar enfermedades en diferentes poblaciones.

## Descubrimiento
El descubrimiento de la PFGE se remonta a finales de los años setenta y principios de los ochenta. Una de las primeras referencias al uso de la PFGE para el análisis del ADN es un artículo de 1977 del Dr. David Burke y sus colegas de la Universidad de Colorado, en el que describían un método para separar moléculas de ADN en función de su tamaño mediante electroforesis en gel convencional. La primera referencia al uso del término "electroforesis en gel de campo pulsado" aparece en un artículo de 1983 del Dr. Richard L. Sweeley y sus colegas de la empresa DuPont, en el que describían un método para separar moléculas de ADN de gran tamaño (más de 50 kb) aplicando una serie de campos eléctricos alternos a una matriz de gel. En los años siguientes, varios grupos de científicos mejoraron y perfeccionaron la técnica, entre ellos el Dr. J. Peter Gerhardt y sus colegas de la Universidad de Alabama en Birmingham en 1984, y el Dr. Mark Scherer y sus colegas de la Universidad de Minnesota en 1986. A finales de los ochenta y principios de los noventa, la PFGE se había convertido en una técnica ampliamente utilizada para la separación y el análisis de grandes moléculas de ADN en diversos campos de investigación, como la biología molecular, la genética y la biotecnología.

## Tipos
Existen varios tipos de métodos PFGE, como FIGE, TAFE, CHEF, OFAG, PHOGE y PACE, que se utilizan para aislar y tipificar ADN con trozos grandes. La elección del método a utilizar depende de los recursos económicos disponibles y de los objetivos específicos del estudio.

### Electroforesis en gel de inversión de campo (FIG)
Se trata de una técnica que separa grandes segmentos de ADN volteando periódicamente dos campos en ángulo recto. El movimiento de las moléculas de ADN se ve facilitado por pulsos de menor duración o menor fuerza en la dirección inversa. Este método, introducido por primera vez por Carle, Frank y Olson en 1986, es conocido por su facilidad de uso y su popularidad para separar partes más pequeñas de ADN. Proporciona una resolución aceptable de más de 800 Kb. Sin embargo, el movimiento de moléculas de ADN mayores de 2mb puede no ser consistente y moléculas de diferentes tamaños y etiquetas pueden moverse y migrar juntas en FIGE.

### Electroforesis en gel de campo alterno ortogonal (OFAGE)
Este sistema es una técnica de laboratorio desarrollada por Clark y Olsen en 1984. OFAGE utiliza campos eléctricos no uniformes para separar grandes fragmentos de ADN. Esto puede provocar variaciones en la migración del ADN por todo el gel, lo que dificulta la distinción y el mapeo de los distintos componentes del genoma, especialmente en células de mamíferos. El ángulo entre los campos eléctricos puede variar, con un rango entre menos de 180 grados y más de 90 grados. A pesar de esta limitación, con este método se pueden separar moléculas de ADN de entre 1000 kb y 2000 kb.

### Electroforesis en gel de inversión de campo asimétrica (AFIGE)
Se trata de un método de detección de roturas de doble cadena (DSB) del ADN mediante electroforesis en gel de campo asimétrico inverso. La técnica consiste en extraer el ADN de las células, fijarlo en tapones de agarosa y transferirlos al sistema AFIGE. A continuación, se mide la velocidad de rotura del ADN bajo un campo eléctrico invertido y asimétrico, lo que permite una medición cuantitativa. Este método consiste en exponer el ADN a endonucleasas de restricción, como Xhol, durante un periodo de tiempo más largo, lo que provoca un aumento del número de roturas. Es específico para detectar ADN de doble cadena.

### Campo eléctrico homogéneo con pinza (CHEF)
Este sistema es un método muy utilizado para la electroforesis en gel de campo pulsado. Fue desarrollado por Clark et al. y crea una distorsión en el borde de la cámara y los electrodos pasivos mediante un método complejo. Esto permite un control automático de los electrodos y una disposición hexagonal de 24 electrodos. A diferencia de otros sistemas, CHEF no utiliza electrodos no pasivos, y todos los electrodos están conectados a la fuente de alimentación a través de una serie de resistencias anulares idénticas. Estos anillos regulan la tensión en todos los electrodos, creando un campo eléctrico unitario. El voltaje del sistema CHEF se ajusta en 24 puntos y utiliza una orientación en ángulo de 120 grados desde el electrodo positivo al negativo. Este sistema puede separar moléculas de más de 7000 kb de tamaño. La precisión en el control del tamaño, la ubicación, la coordinación, la estabilidad y la continuidad del campo eléctrico permite la separación de fragmentos de ADN de diferentes tamaños.

### Electrodos programables de control autónomo (PACE)
El sistema de electroforesis PACE es un método muy eficaz y flexible para la separación del ADN. Utiliza 24 electrodos dispuestos en un contorno cerrado y permite el ajuste independiente del voltaje, lo que proporciona un control completo de todos los parámetros del campo eléctrico. El sistema puede producir un número ilimitado de campos eléctricos homogéneos controlados, gradientes de voltaje, dirección de flujo y duración, lo que lo hace superior a otros métodos como FIGE, OFAG y PHOGE. El sistema PACE puede separar fragmentos de ADN de 100 pb a más de 6Mb y su capacidad para cambiar el ángulo entre la reorientación de las corrientes alternas aumenta la velocidad de separación para moléculas de ADN grandes. Es la mejor opción para una separación fiable y eficaz del ADN.

### Electroforesis en gel rotatorio (EGR)
El método Southern, introducido en 1987, es una técnica utilizada para la separación del ADN. Consiste en rotar un gel entre dos ángulos mientras la fuente de alimentación está apagada. El método, también conocido como electroforesis en gel rotatorio (RGE), utiliza un campo eléctrico monótono y la separación directa se consigue mediante el uso de un único juego de electrodos. La rotación del gel permite aplicar un voltaje de mayor intensidad, lo que reduce el tiempo de aislamiento. Además, el ángulo de rotación puede ajustarse fácilmente para adaptarse a las necesidades específicas de la separación. Este método se considera fácil de usar y es adecuado para ADN con un rango de tamaño de 50 a 6000 Kb.

### Electroforesis en gel de campo ortogonal homogéneo pulsado (PHOGE)
El método de orientación en ángulo de 90 grados, también conocido como electroforesis en gel de campo ortogonal homogéneo pulsado (PHOGE), se distingue de otros métodos de PFGE que utilizan campos homogéneos. Este sistema utiliza un ángulo de orientación de 90 grados, lo que hace que las moléculas de ADN se muevan cuatro veces por ciclo en lugar de las dos habituales. El uso de múltiples campos eléctricos también hace que las líneas de ADN no sigan una línea recta, lo que hace que este método sea aún más eficaz. Este sistema está específicamente diseñado para separar fragmentos de ADN mayores de 1Mb, lo que lo convierte en una potente herramienta para análisis de ADN de mayor tamaño.

## Protocolo

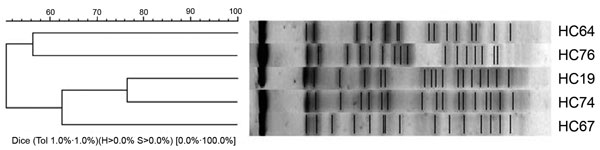
Análisis cluster en BioNumerics de las cepas enteroagregantes de Escherichia coli a partir de la huella digital por electroforesis en gel de campo pulsado.

El protocolo suele incluir los siguientes pasos:
1. Preparación del gel de agarosa: Un gel de agarosa se prepara mezclando polvo de agarosa con tampón TBE y calentando la mezcla para disolver la agarosa. La agarosa es un polisacárido que forma un gel cuando se disuelve en un tampón y se solidifica. El tampón TBE (Tris-Borato-EDTA) se utiliza habitualmente en PFGE, ya que ayuda a mantener la integridad del ADN durante la electroforesis. El gel se vierte en una bandeja de colada y se deja solidificar. Una vez solidificado, el gel se introduce en la cámara de electroforesis.
2. Carga de la muestra de ADN: La muestra de ADN se digiere con una enzima de restricción para generar un conjunto de fragmentos de tamaño conocido. Las enzimas de restricción son enzimas que cortan el ADN en secuencias específicas. A continuación, los fragmentos se cargan en el gel, normalmente en un pocillo que se crea haciendo un agujero en el gel. Este pocillo se utiliza para cargar la muestra y ésta se separará por diferentes tamaños de fragmentos en el gel.
3. Ejecución de la electroforesis: El gel se coloca en la cámara de electroforesis, que se llena con tampón TBE. Se aplica al gel un campo eléctrico pulsado, que hace que los fragmentos de ADN migren a través del gel. La duración de la electroforesis suele oscilar entre 18 y 48 horas. El principio de esta electroforesis es que los fragmentos de ADN se moverán en el gel bajo un campo eléctrico y migrarán hacia el ánodo. Los fragmentos de ADN más grandes se mueven más lentamente que los más pequeños, lo que permite separarlos por tamaño.
4. Tinción del gel: Una vez finalizada la electroforesis, se retira el gel de la cámara y se tiñe con un colorante específico del ADN, como el bromuro de etidio. El bromuro de etidio es un colorante fluorescente que se intercala en el ADN y lo hace fluorescente cuando se expone a la luz ultravioleta. A continuación, el gel teñido se visualiza bajo luz UV para identificar las bandas de ADN. El gel final mostrará diferentes bandas de diferente tamaño, la banda más grande representa un fragmento de mayor tamaño.[15][16]

## Aplicaciones
La PFGE puede utilizarse para el genotipado o la huella genética. Desde hace varias décadas, se considera un patrón oro en los estudios epidemiológicos de organismos patógenos. Por ejemplo, la subtipificación de aislados bacterianos con este método ha facilitado la discriminación entre cepas de Listeria monocytogenes, Lactococcus garvieae y algunos aislados clínicos del grupo Bacillus cereus aislados de enfermedades de organismos acuáticos y, por tanto, la vinculación de aislados ambientales o alimentarios con infecciones clínicas. En la actualidad, está siendo sustituida por los métodos de secuenciación de nueva generación, por lo que la electroforesis en gel de campo pulsado (PFGE) es una potente técnica que se utiliza para analizar genomas bacterianos cuando los métodos genéticos tradicionales se quedan cortos. Resulta especialmente útil para crear mapas estructurales de diversos genomas bacterianos dividiéndolos en grandes trozos mediante enzimas de restricción. A continuación, estos trozos se separan y segregan, lo que permite un análisis detallado del genoma. En otras palabras, la PFGE es una técnica avanzada que permite a los científicos profundizar en el conocimiento de los genomas bacterianos, incluso cuando se enfrentan a cuestiones difíciles o complejas. Se ha convertido en un método muy popular para comprender la estructura de los genomas bacterianos y puede proporcionar valiosos conocimientos sobre su comportamiento y características. En resumen, el PFGE es un método muy eficaz para analizar genomas bacterianos que permite comprender en detalle y en profundidad su estructura y comportamiento.

### En microbiología clínica
La electroforesis en gel de campo pulsado (PFGE) es una potente técnica ampliamente utilizada en microbiología clínica para la caracterización e identificación de patógenos bacterianos. Este método es especialmente útil para la tipificación de aislados bacterianos de muestras clínicas, como sangre, orina e hisopos de heridas. La capacidad de la PFGE para separar grandes fragmentos de ADN, a menudo superiores a 100 kb, permite un alto nivel de resolución y poder discriminatorio.
Una de las aplicaciones más importantes de la PFGE en microbiología clínica es la identificación y el seguimiento de infecciones nosocomiales, en particular las causadas por bacterias multirresistentes. Por ejemplo, la PFGE se ha utilizado para identificar brotes de Staphylococcus aureus resistente a la meticilina (SARM) en hospitales y centros de atención a largo plazo. También se ha utilizado para rastrear la propagación de Enterococcus resistente a la vancomicina (ERV) y Acinetobacter baumannii multirresistente.
Además, la PFGE se ha utilizado para vigilar la aparición de resistencia a los antibióticos entre los patógenos bacterianos. Por ejemplo, se ha utilizado para rastrear la propagación de la resistencia a los antibióticos mediada por plásmidos entre Escherichia coli y Klebsiella pneumoniae.
Por último, la PFGE también se utiliza en la caracterización de patógenos bacterianos asociados a enfermedades transmitidas por los alimentos. Por ejemplo, se ha utilizado para identificar brotes de Salmonella y Listeria monocytogenes asociados a productos alimentarios contaminados.
En conclusión, la electroforesis en gel de campo pulsado (PFGE) es una potente técnica ampliamente utilizada en microbiología clínica para la caracterización e identificación de patógenos bacterianos, especialmente en infecciones nosocomiales, aparición de resistencia a los antibióticos y enfermedades transmitidas por los alimentos.